# Botanischer Garten Brüssel

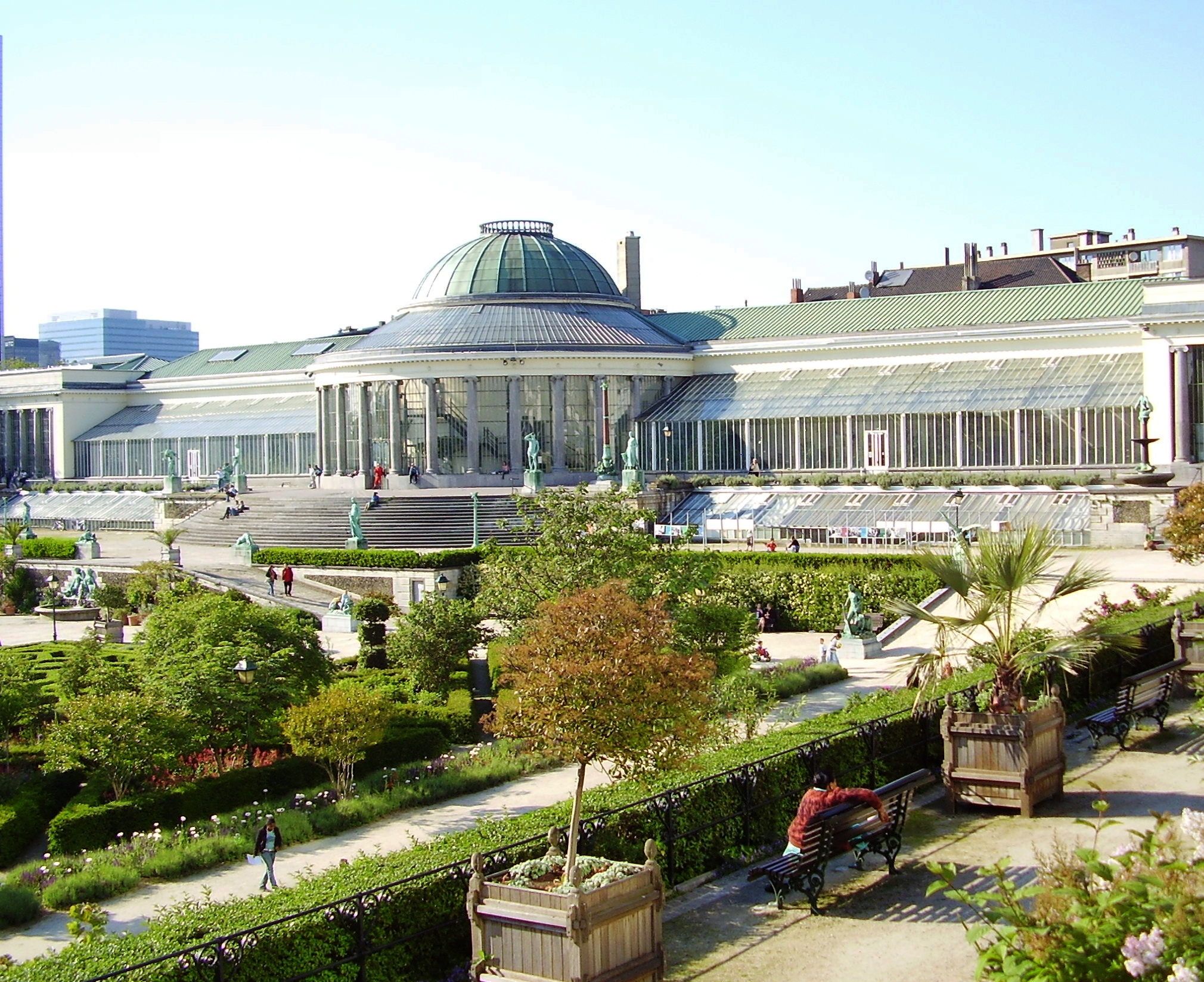
Botanischer Garten von Brüssel mit dem Hauptgebäude Le Botanique

Der Botanische Garten Brüssel (französisch jardin botanique de Bruxelles, niederländisch Kruidtuin) ist ein ehemaliger botanischer Garten in der belgischen Hauptstadt Brüssel, von dem Teile  noch als öffentlicher Park erhalten sind und dessen Hauptgebäude heute für Veranstaltungen genutzt wird.

## Geschichte
Der erste botanische Garten Brüssels befand sich im Garten des ehemaligen Palastes von Karl Alexander von Lothringen in der Rue de Ruysbroeck/Ruisbroekstraat. Mit dem Ausbau der Königlichen Bibliothek im Jahr 1826 war das Bestehen dieses botanischen Gartens bedroht, so dass der private Verein Königliche Gesellschaft der Kraut-, Blumen- und Baumschulen der Niederlande beschloss, einen neuen botanischen Garten am Stadtrand von Brüssel in Saint-Josse-ten-Noode/Sint-Joost-ten-Node zu errichten und so möglichst viel der ursprünglichen Anlage zu retten. Der 6,37 Hektar Land umfassende Garten wurde am 1. September 1829 eröffnet und in den Jahren 1842 und 1854 vergrößert. Trotz staatlicher Zuwendungen geriet die Betreibergesellschaft in finanzielle Schwierigkeiten, so dass ein Teil des Landes für den Bau des Bahnhofs Bruxelles-Nord/Brussel-Noord veräußert wurde. Auch vor dem Verkauf von Pflanzen machte man keinen Halt, so dass die Ziele eines botanischen Gartens in Gefahr gerieten. Daher beschloss der belgische Staat im Jahr 1870, den Garten zu erwerben. Die spezifische Landschaftsgestaltung sollte erhalten bleiben, insbesondere die Gliederung in drei Terrassen, von denen die obere im französischen Stil, der mittlere im italienischen Stil und der untere im englischen Stil angelegt war. Zwischen 1894 und 1898 wurde der botanische Garten unter Aufsicht von Charles van der Stappen und Constantin Meunier mit 52 Statuen ausgestattet. Im Zweiten Weltkrieg wurde die Anlage stark beschädigt und durch den Bau der Nord-Süd-Verbindungsbahn zwischen Brüsseler Nordbahnhof und Brüsseler Südbahnhof verringerte sich die Fläche des botanischen Gartens erneut. Aufgrund des begrenzten Platzes wurde der Standort des Nationalen Botanischen Gartens Belgiens daher zum Botanischen Garten Meise verlegt. Weitere Verkleinerungen folgten mit dem Bau von Kleinem Ring und Boulevard Saint-Lazare/Sint-Lazaruslaan, wodurch der botanische Garten zweigeteilt wurde. Für die Weltausstellung 1958 legte der Landschaftsarchitekt René Pechère den Garten neu an, wobei die ehemalige Struktur erhalten und in Einklang mit der neuen Architektur in der Gegend gebracht werden sollte. Seit 1964 genießt der Botanische Garten Brüssel Denkmalschutz und seit 1991 ist die Region Brüssel-Hauptstadt zuständig für dessen Verwaltung.

## Kulturzentrum „Le Botanique“
Das Hauptgebäude, die Orangerie, wurde zwischen 1826 und 1829 nach Plänen von Pierre-François Gineste erbaut, der sich wiederum von Tieleman Franciscus Suys inspirieren ließ. Bemerkenswert ist dabei die zentrale Rotunde. Im Jahr 1978 wurde das Gebäude von der Französischen Gemeinschaft Belgiens übernommen, um ein Kulturzentrum zu etablieren. Seit dem 23. Januar 1984 finden hier nun kulturelle Aktivitäten, wie Konzerte, Festivals, Kunstausstellungen oder Filmvorführungen statt. Zu erreichen sind Kulturzentrum und botanischer Garten von der U-Bahn-Station Botanique/Kruidtuin.

## Statuen

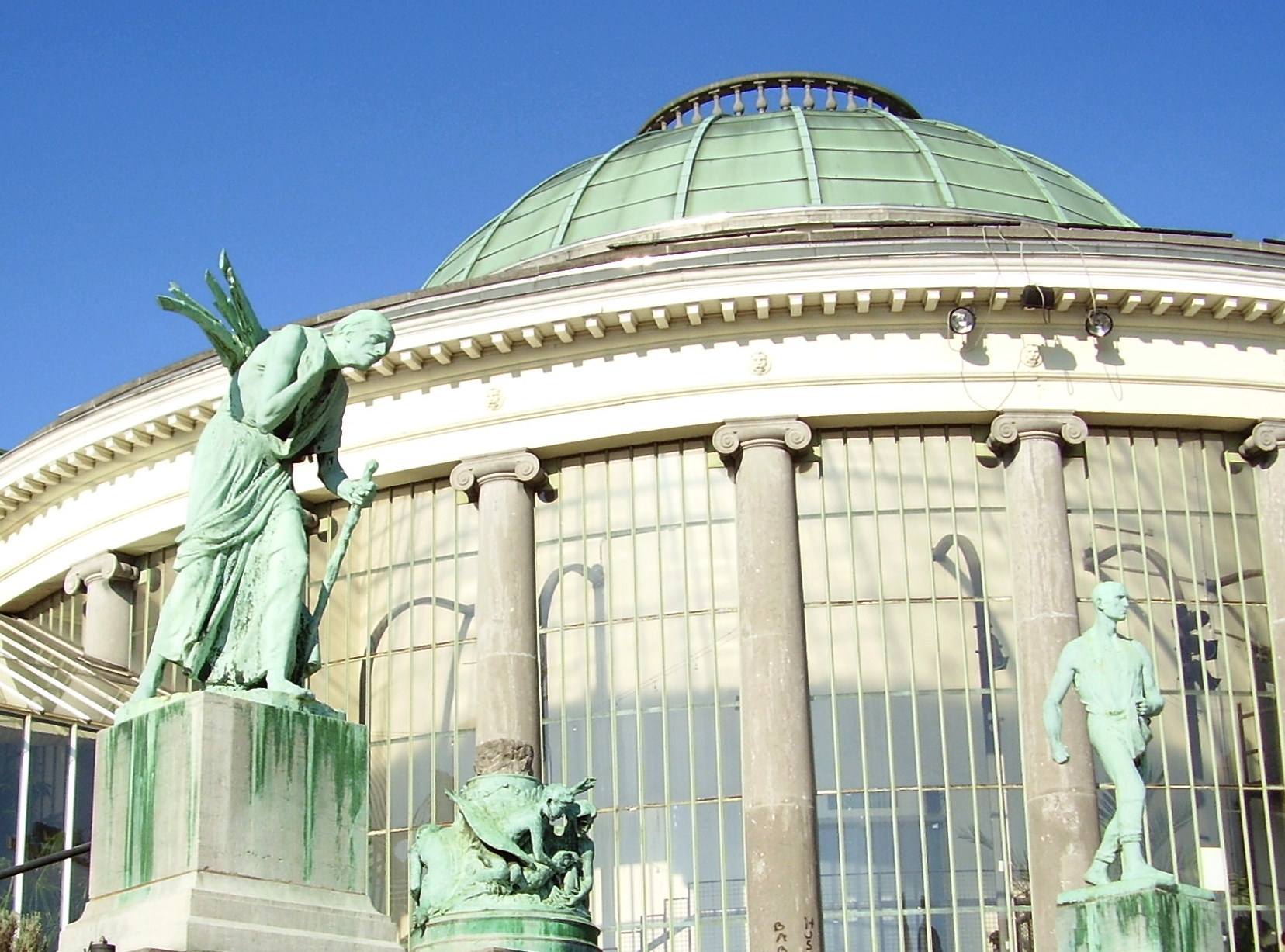
Die alte Holzfällerin (links), Der Sämann (rechts) vor der Rotunde

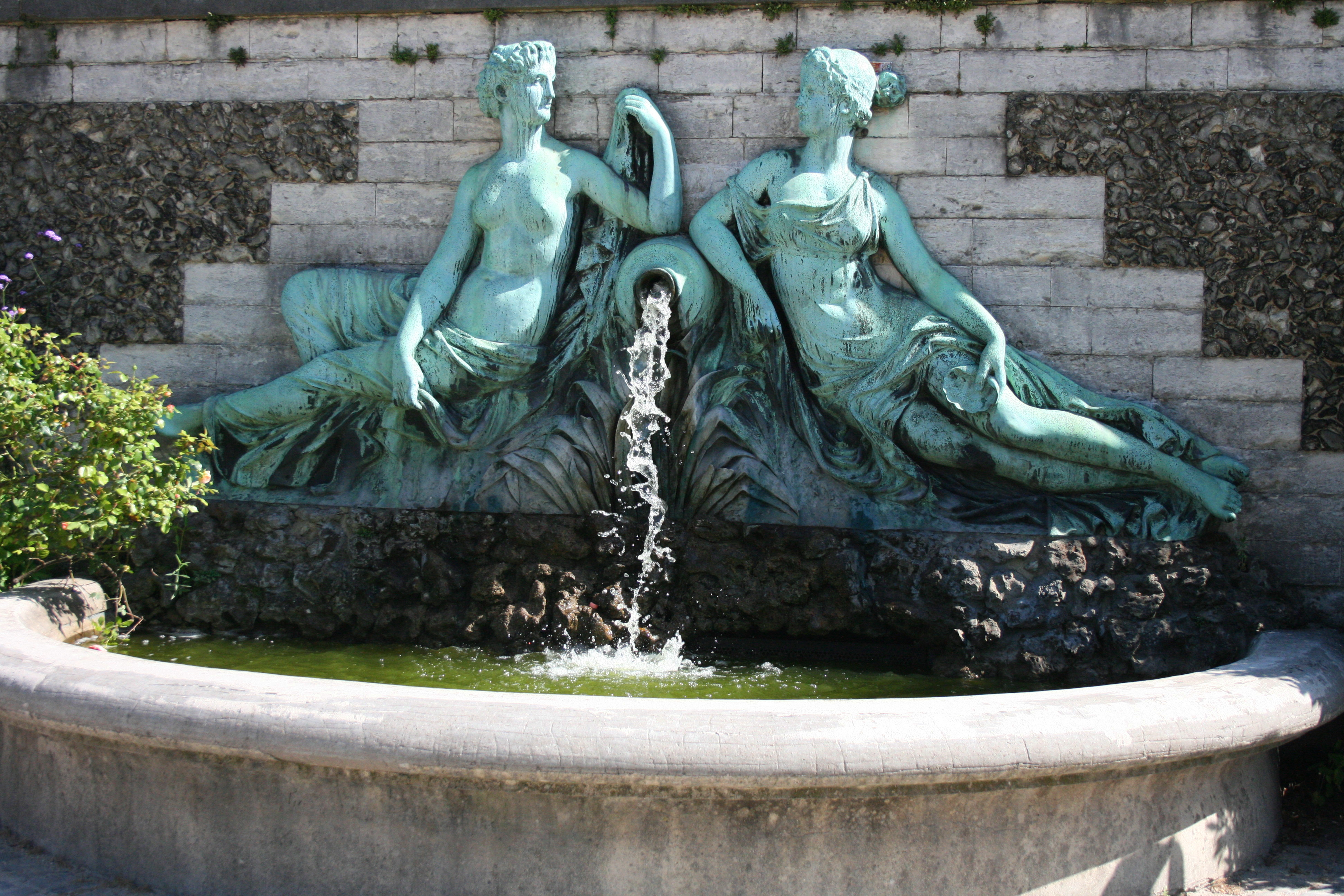
Zwei Nymphen an einer Quelle von François Rude

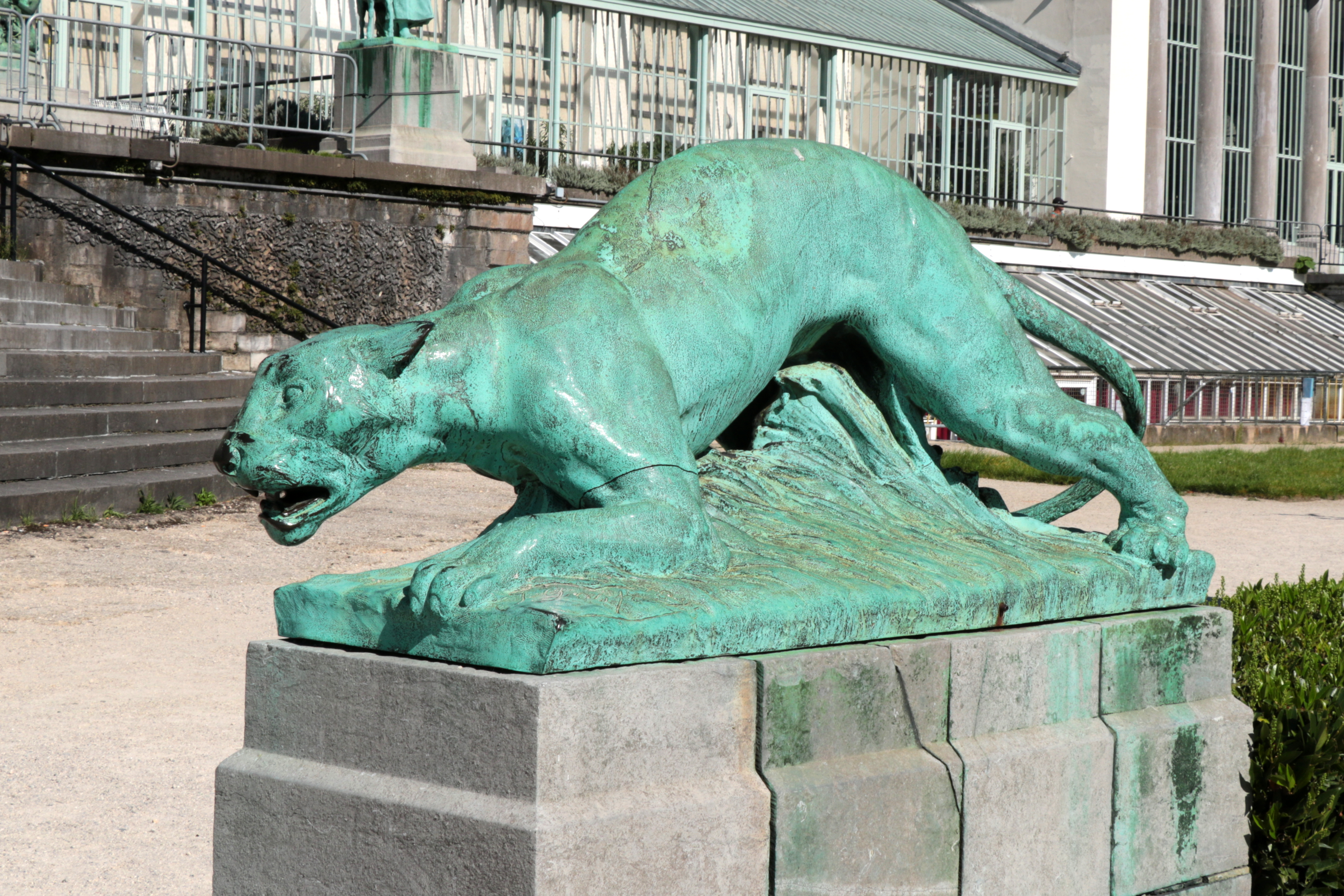
Panther von Jean-Marie Gaspar

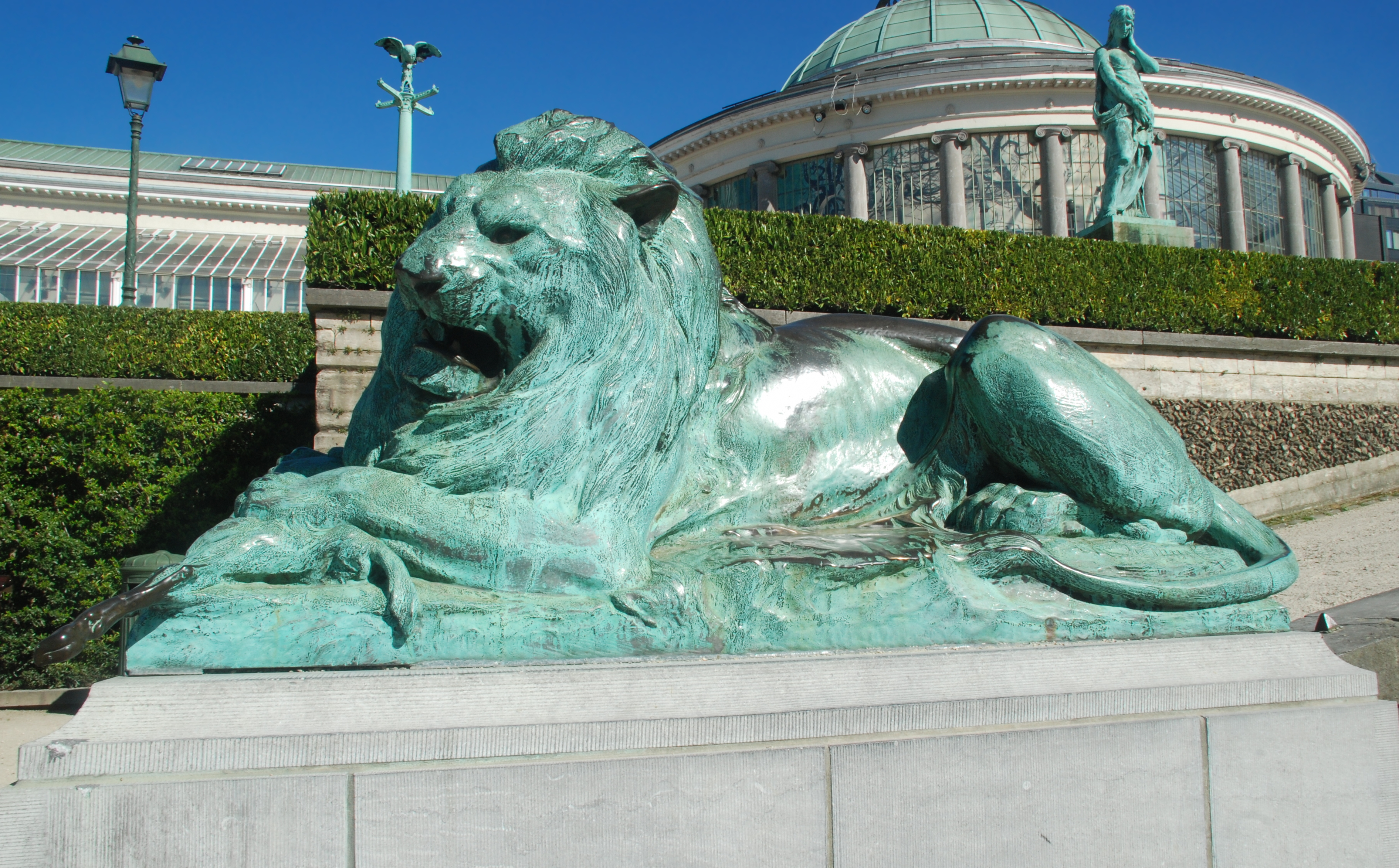
Löwe von Charles Samuel

Von den 52 Bronzestatuen des 19. Jahrhunderts sind 30 noch erhalten:
- Frühling/Die Schäferin (Hippolyte Leroy)
- Sommer/Der Schnitter (Constantin Meunier)
- Herbst/Der Sämann (Constantin Meunier)
- Winter/Die alte Holzfällerin (Pierre Braecke)
- Die vier Generationen (Jules Lagae)
- Die vier Elemente (Paul Du Bois)
- Zwei Nymphen an einer Quelle (François Rude)
- Krokodil und Schlange (Emile Namur)
- Löwe (Charles Samuel)
- Tiger (Jean Hérain)
- Panther (Jean-Marie Gaspar)
- Papagei (Victor Rousseau)
- Eule (Victor Rousseau)
- Adler (Henri Boncquet)
- Adler (Alphonse de Tombay)
- Geier (Alfred Crick)
- Geier (Joseph Pollard)
- Kondor (Godefroid Devreese)
- Reiher (Isidore de Rudder)
- Storch (Edmond Lefever)
- Schwan (Edmond Lefever)
- Lilie (Albert Desenfans)
- Lorbeer (Julien Dillens)
- Olive/Frieden (Léon Mignon)
- Efeu (Arthur Craco)
- Sorge (Maurice de Mathelin)
- Heckenkirsche (Eugène de Pleyn)
- Distel (Frans Joris)
- Buchsbaum (Gustave van Hove)
- Palme (Victor de Haen)

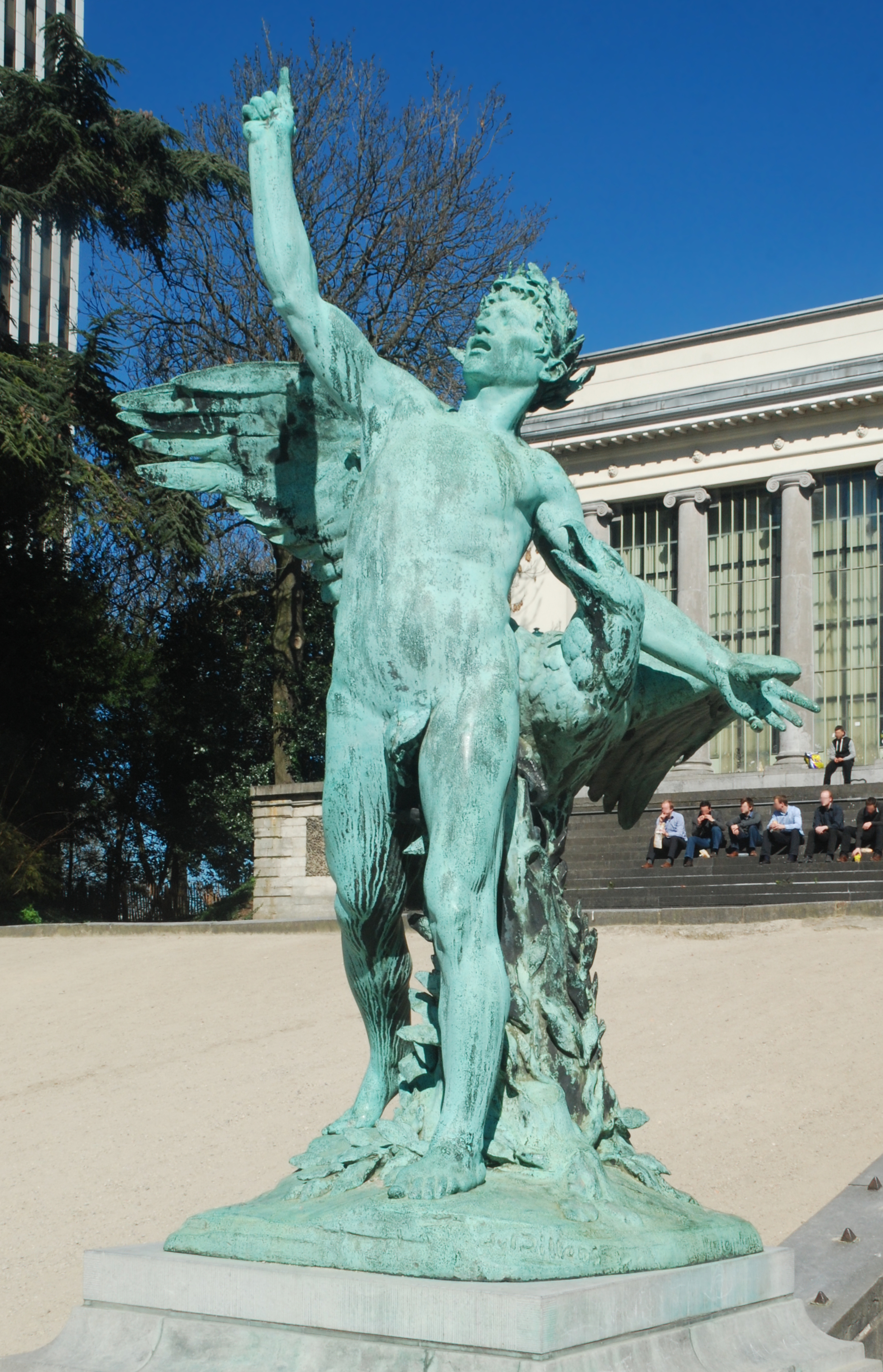
Lorbeer, Julien Dillens.
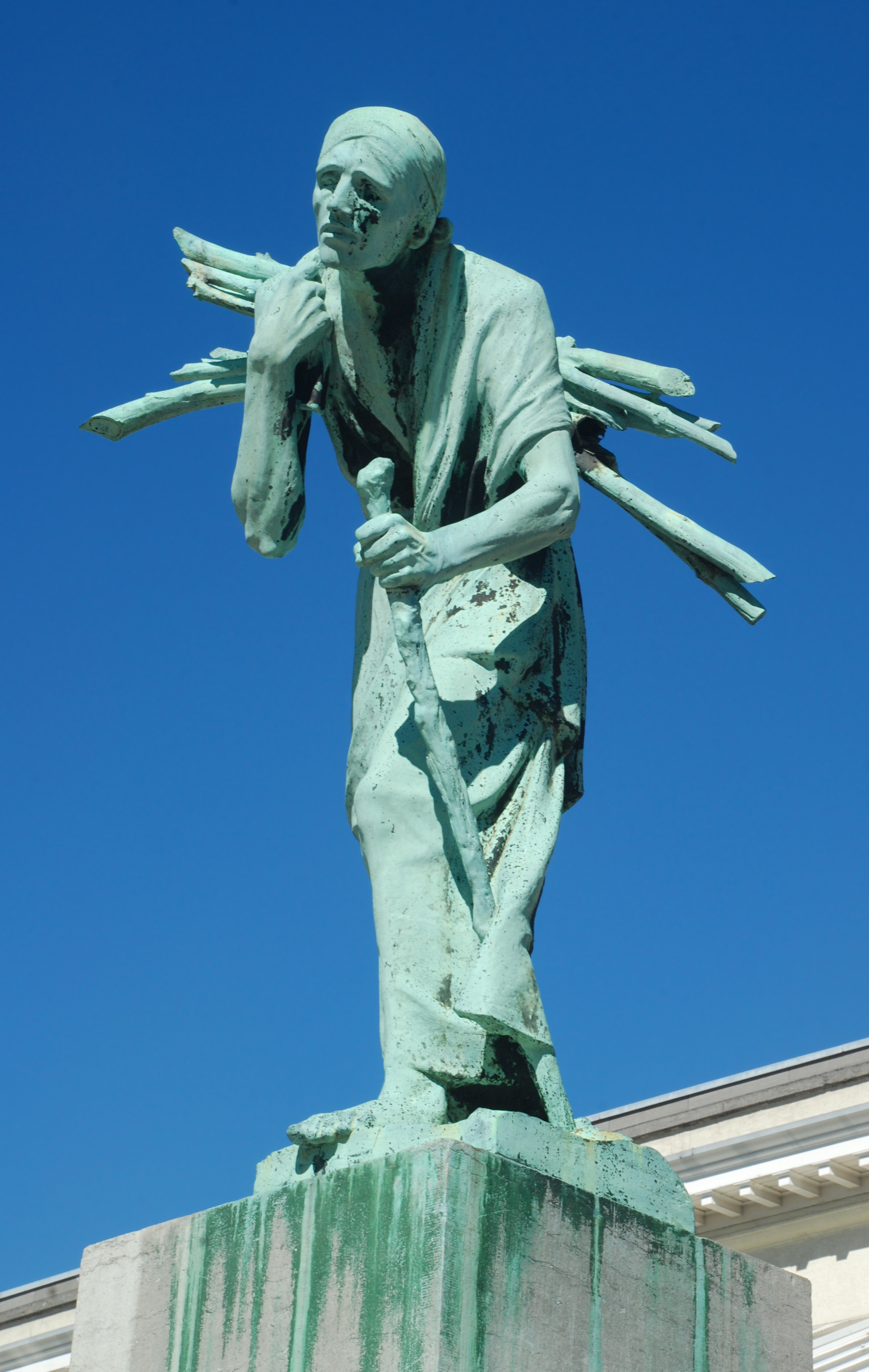
Winter / Die alte Holzfällerin, Pierre Braecke
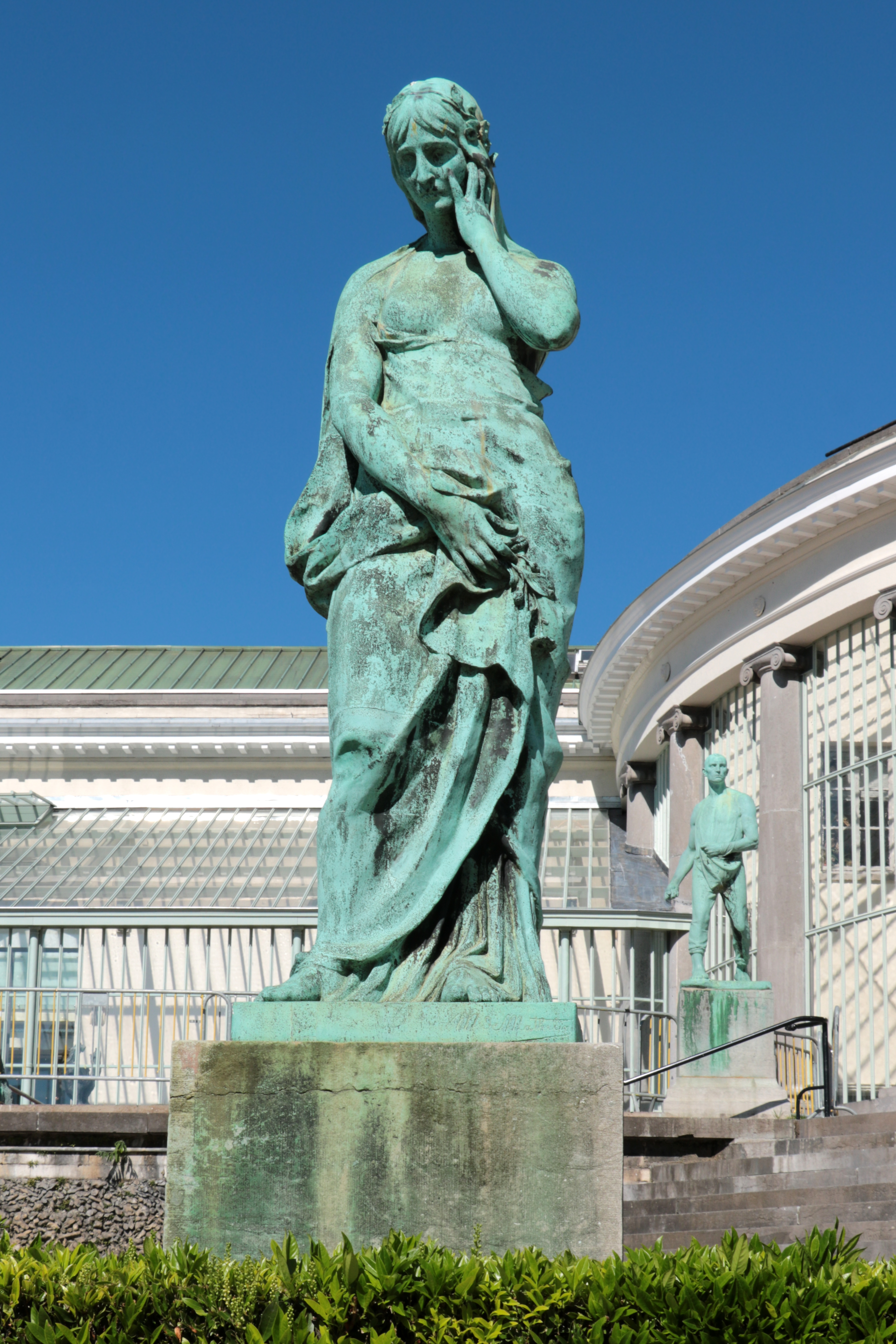
Sorge, Maurice De Mathelin.
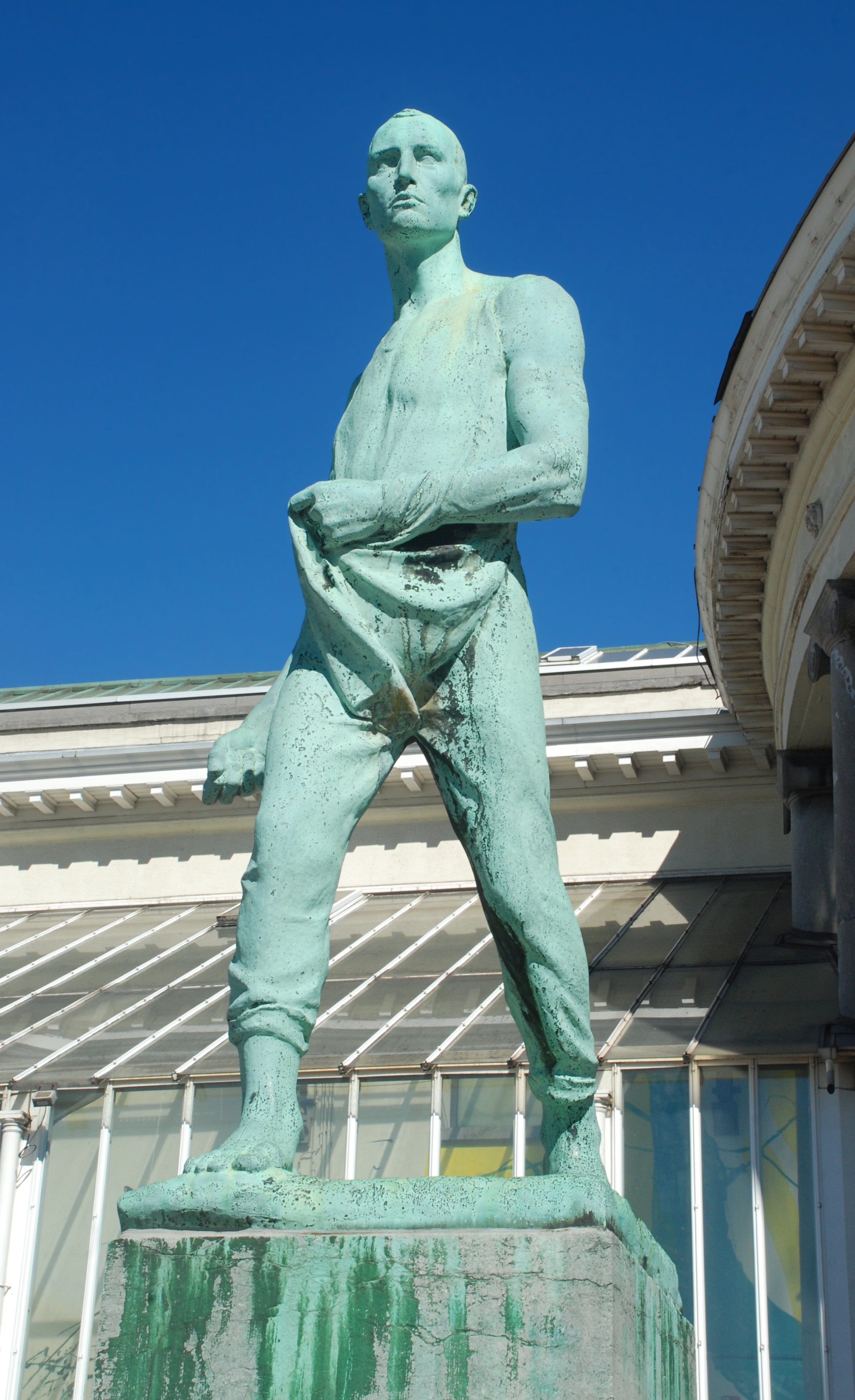
Herbst / Der Sämann, Constantin Meunier
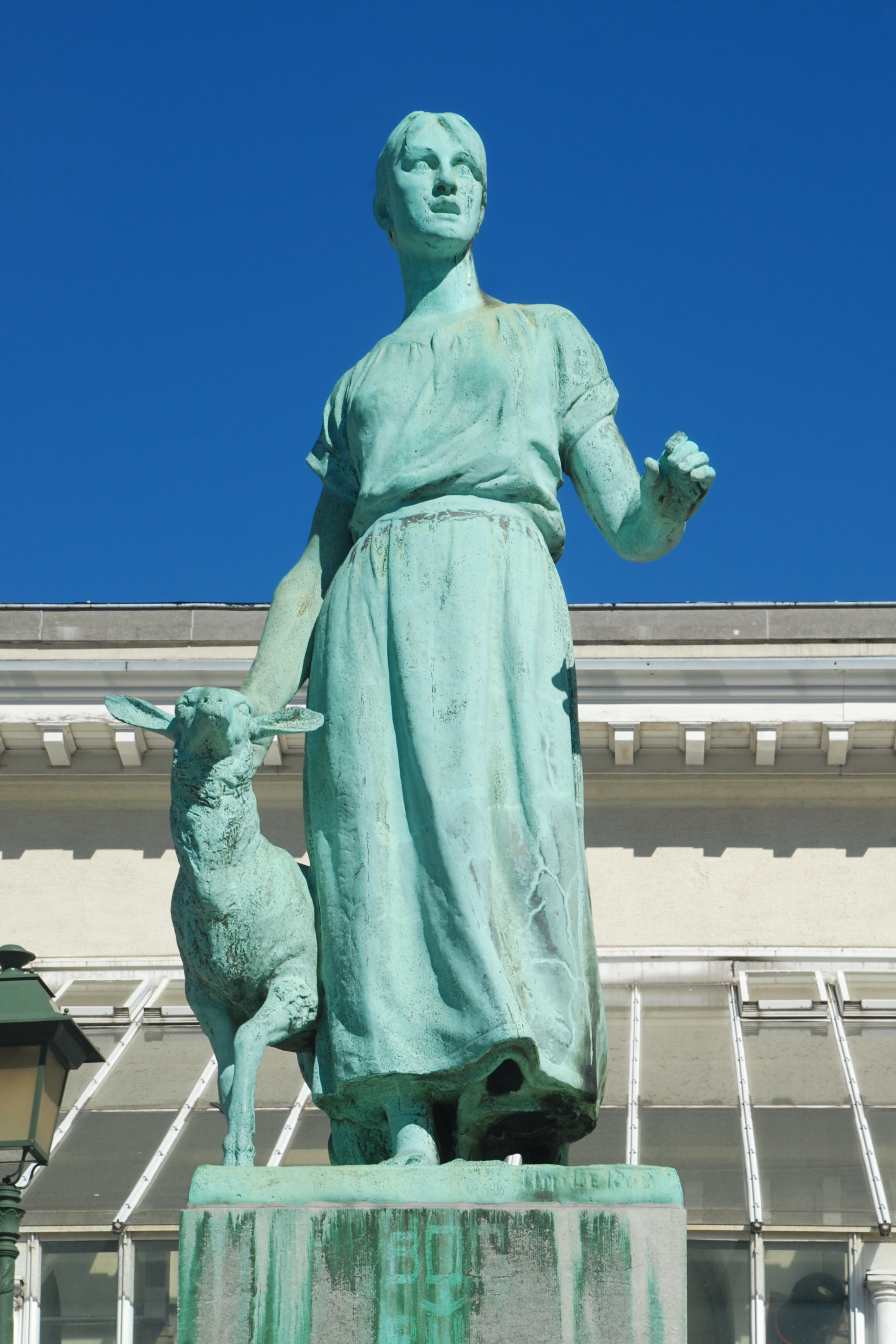
Frühling/Die Schäferin, Hippolyte Leroy
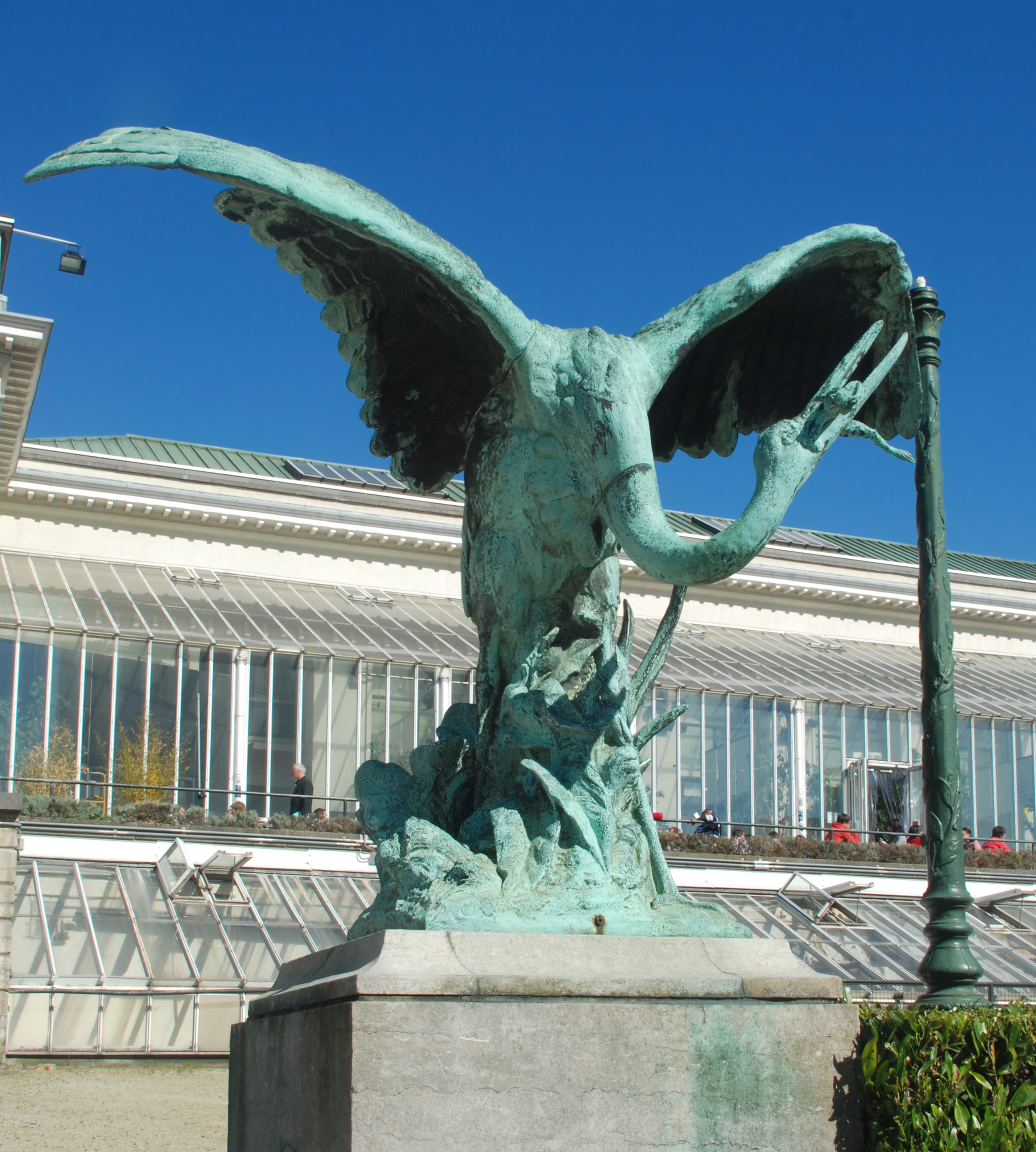
Storch, Edmond Lefever